# Alain Jeannet
 (août 2024).
Si vous disposez d'ouvrages ou d'articles de référence ou si vous connaissez des sites web de qualité traitant du thème abordé ici, merci de compléter l'article en donnant les références utiles à sa vérifiabilité et en les liant à la section « Notes et références ».
Pour les articles homonymes, voir Jeannet.
Alain Jeannet, né en 1958, est un journaliste suisse.

## Biographie
Il commence sa carrière de journaliste à L'Hebdo, en 1981. Six ans plus tard, on le retrouve à la tête de la rubrique économique du magazine. Il participe ensuite, en 1991, à la conception et au lancement du Nouveau Quotidien, puis il part pendant trois ans en Asie. Basé à Hanoï (Vietnam), il lance de 1993 à 1996 cinq magazines et journaux économiques pour le Groupe Ringier.
Rédacteur en chef adjoint après son retour en Suisse du Nouveau Quotidien puis de L'Illustré il prend la tête du mensuel Bilan en 1999.
En 2003, il devient rédacteur en chef de L'Hebdo. À ce poste, il a créé en 2005 le Forum des 100, qui réunit les décideurs des milieux politiques, économiques, scientifiques et culturels en Suisse romande.
Avec notamment le journaliste Serge Michel, il est l'un des instigateurs du Bondy Blog en 2005, dont les meilleurs extraits sont publiés par les éditions du Seuil en 2006, sous le titre « Bondy Blog : des journalistes suisses dans le 9.3 ». Il prépare pour le printemps 2008 une nouvelle formule de L'Hebdo avec l'agence de graphisme Rampazzo & Associés et les créateurs de polices de caractère Maxime Buechi et Ian Party, de BP Foundry. En février 2017, L'Hebdo cesse de paraître, sans qu'Alain Jeannet se soit prononcé sur son avenir professionnel.
Alain Jeannet a aussi été chanteur et auteur-compositeur du groupe Rhesus, l'une des formations-phares de la chanson romande de la fin des années 1970 (33 tours « Contrastes », production Évasion, 1980).
Alain Jeannet est licencié en sciences politiques de l'Université de Lausanne.